# Klim Chipenko
Klim Chipenko (en russe : Клим Шипенко) est un réalisateur, scénariste et producteur russe né le 16 juin 1983 à Moscou.
Il est essentiellement connu pour les films Aime et n'aime pas (ru) (2014) et Salyut 7 (2017).
Le 5 octobre 2021, Klim Chipenko embarque à bord du vaisseau spatial Soyouz MS-19, avec l'actrice Ioulia Peressild, pour séjourner quelques jours à bord de la station spatiale internationale et y tourner plusieurs séquences de son prochain film, Le Défi, film de fiction tourné dans l'espace,,. Ils retournent sur Terre à bord de Soyouz MS-18 le 17 octobre 2021.

## Filmographie

### Cinéma
- 2008 : Non pardonnés (Непрощенные)
- 2010 : Qui suis-je ? (ru) (Кто я ?)
- 2014 : Aime et n'aime pas (ru) (Любит не любит)
- 2017 : Salyut 7 (Салют-7)
- 2019 : Texto (Текст)
- 2019 : Gosse de riche (Холоп)
- 2022 : Le Défi (Вызов)
- 2023 : Gosse de riche 2 (ru) (Холоп 2)
- 2025 : Décembre (Декабрь)

### Télévision
- 2020 : La Guerre des familles (ru) (saison 1)
- 2021 : La Guerre des familles (ru)

## Vie privée
Sa première épouse est l'actrice Ksenia Buravskaya, avec qui il a eu un fils prénommé Dylan en 2008.

Sa deuxième épouse est l'actrice et réalisatrice Sophia Karpounina, avec qui il a eu une fille, Clémentine, et un fils, Pavel, né en 2020.

## Distinctions

### Récompenses
- Grand prix du jury des Utopiales et prix du public 2017 pour Salyut 7[7]
- 16e cérémonie des Aigles d'or : meilleur film pour Salyut 7[8]
- 18e cérémonie des Aigles d'or : meilleur film pour Texto
- 2020 : nomination au prix de l'Association des producteurs de cinéma et de télévision pour "Meilleur long métrage" (film: The Slave)